# 4060 Deipylos

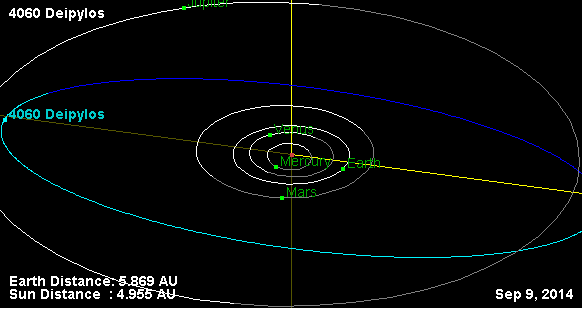

4060 Deipylos è un asteroide troiano di Giove del campo greco. Scoperto nel 1987, presenta un'orbita caratterizzata da un semiasse maggiore pari a 5,2485966 UA e da un'eccentricità di 0,1536773, inclinata di 16,14757° rispetto all'eclittica.
L'asteroide è dedicato a Deipilo, il soldato greco che si impadronì dei cavalli dei Enea.